# Синягин, Ираклий Иванович
Синягин Ираклий Иванович (20 марта 1911 — 1 октября 1978) — советский агрохимик, академик ВАСХНИЛ (с 1960), её вице-президент в 1965—1978 годах.

## Биография
Окончил Московский институт агрохимии и почвоведения (1932). В 1932—1938 годах работал в Казахском институте земледелия, в 1939—1945, 1947—1954 годах — во Всесоюзном научно-исследовательском институте свекловичного полеводства (в 1951—1954 годах — директор). В 1960—1961 годах — академик-секретарь Отделения земледелия ВАСХНИЛ, в 1961—1964 годах — заместитель министра сельского хозяйства РСФСР. С 1968 года возглавлял организованное им СО ВАСХНИЛ — центр сельскохозяйственной науки в Сибири.
Основные направления научных исследований — агрохимия и почвоведение. Изучал содержание питательных веществ в почвах серозёмной зоны. Занимался вопросами агротехники сахарной свёклы. Впервые исследовал изменения свойств почв в зональном разрезе под влиянием удобрений. Создал современную концепцию площади питания растений. Разработал мероприятия по повышению эффективности удобрений и рациональному сочетанию их с другими агротехническими приёмами. Основоположник советской сельскохозяйственной лексикографии, составитель сельскохозяйственных словарей. Главный редактор журналов «Сельское хозяйство за рубежом» (1955—1966), «Вестник сельскохозяйственной науки» и др. Инициатор создания журнала «Сибирский вестник сельскохозяйственной науки». Член-корреспондент Академии сельскохозяйственных наук ГДР (с 1967), вице-президент Международного центра по минеральным удобрениям (с 1969), эксперт по минеральным удобрениям Европейской экономической комиссии ООН (с 1968), почетный член кубинского института сахарного тростника. Принимал участие в создании 19 словарей. Являлся научным редактором двухтомного восьмиязычного сельскохозяйственного словаря, созданного по заказу СЭВ.
Скончался в Москве 1 октября 1978 года, похоронен на Ваганьковском кладбище (закрытый колумбарий, секция 6)

## Награды
Награждён орденом Ленина (1976), 2 орденами Трудового Красного Знамени (1952, 1967), орденом Октябрьской Революции (1971), 10 медалями СССР, 5 медалями ВСХВ и ВДНХ; иностранным орденом «За заслуги перед отечеством» (ГДР) и Почётной медалью Польской академии наук. Являлся членом-корреспондентом Академии сельскохозяйственных наук ГДР и членом многих зарубежных научных организаций. Опубликовал более 400 научных трудов, в том числе 46 монографий.